# Ralph Humphrey
Ralph Humphrey (født 11. maj 1944 i Berkeley, Californien, USA, død 15. juli 1990) var en amerikansk trommeslager og lærer.
Humphrey er nok mest kendt for sit medlemskab af Don Ellis big band (1968-1973), og som en af Frank Zappas trommeslagere i 1970´erne. Han var en meget brugt studietrommeslager, og underviste og skrev trommeundervisnings bøger. Han var ekspert i skæve taktarter, og udgav bogen Even in the Odds (1980), som omhandler dette emne. Over hans 40 årige lange karriere spillede han med musikere som Wayne Shorter, Al Jarreau, Joe Farrell, The Manhattan Transfer, Natalie Cole, Barbra Streisand, Bette Midler, Alphonso Johnson, Victor Wooten, og hans egne gruppe Free Flight, en gruppe som blandede jazz, rock, funk og klassisk musik med skæve taktarter inkorporeret. Humphrey var leder og underviser i trommer på trommeafdelingen på Los Angeles Music Academy, og Musicians Institute in Hollywood California.

## Udvalgt Diskografi
- Free Flight (1981) - med Free Flight
- Classical Jazz (1982) - med Free Flight
- The Jazz/Classical Union (1982) - med Free Flight
- Soaring (1983) - med Free Flight
- Beyond the Clouds (1984) - med Free Flight
- Illumination (1986) - med Free Flight
- Slice of Life (1989) - med Free Flight
- Autumn (1968) - med Don Ellis big band
- Shock Treatment (1968) - med Don Ellis big band
- The New Don Ellis Band Goes Underground (1969) - med Don Ellis big band
- Don Ellis at Fillmore (1970) - med Don Ellis big band
- Tears of Joy (1971) - med Don Ellis big band
- Connection (1972) - med Don Ellis big band
- New Rythms (1972) - med Don Ellis big band
- Soaring (1973) - med Don Ellis big band
- Hot Rats (1969) - med Frank Zappa
- Apostrophe (') (1974) - med Frank Zappa
- Overnite Sensation (1986) - med Frank Zappa
- Roxy By Proxy (1973) - med Frank Zappa

## Eksterne Henvisninger
- om Ralph Humphrey på www.drummerworld.com